# Starorobociański Wierch
Starorobociański Wierch (2176 m), dawniej także: Starorobociański Szczyt, Klin, Wysoki Wierch, Starorobociański Klin (słow. Klin, Vysoký vrch) – najwyższy szczyt w polskiej części Tatr Zachodnich i jeden z najwyższych szczytów Tatr Zachodnich.

## Topografia
Starorobociański Wierch leży w grani głównej Tatr, którą biegnie granica polsko-słowacka. Od sąsiedniego w tej grani na zachód szczytu Kończystego Wierchu oddzielony jest Starorobociańską Przełęczą (1963 m). Od wschodu sąsiaduje z nim niewybitny szczyt zwany Siwym Zwornikiem, oddzielony od niego Gaborową Przełęczą (1940 m). Starorobociański Wierch góruje ponad dolinami: Starorobociańską, Zadnią Raczkową i Gaborową. Jego wierzchołek to krótka grań o przebiegu południkowym, która jak klin wciska się pomiędzy Dolinę Gaborową i Raczkową (stąd też pochodzi słowacka nazwa tej góry – Klin).
W grani głównej pomiędzy Starorobociańskim Wierchem a Starorobociańską Przełęczą znajduje się niewysoki, nienazwany wierzchołek. Pomiędzy nim a Kończystym Wierchem grań rozcięta jest długim na kilkaset metrów rowem grzbietowym kilkumetrowej głębokości.
Najbardziej strome są północne stoki. Starorobociański Wierch wznosi się tam na wysokość około 500 m nad kotłem lodowcowym Doliny Starorobociańskiej. Bezpośrednio nad tym kotłem znajdują się dwie ściany: Wielkie Jamy i Zdrapy, przecięte Krzywym Żlebem i podsypane wielkim piarżyskiem Zagony.

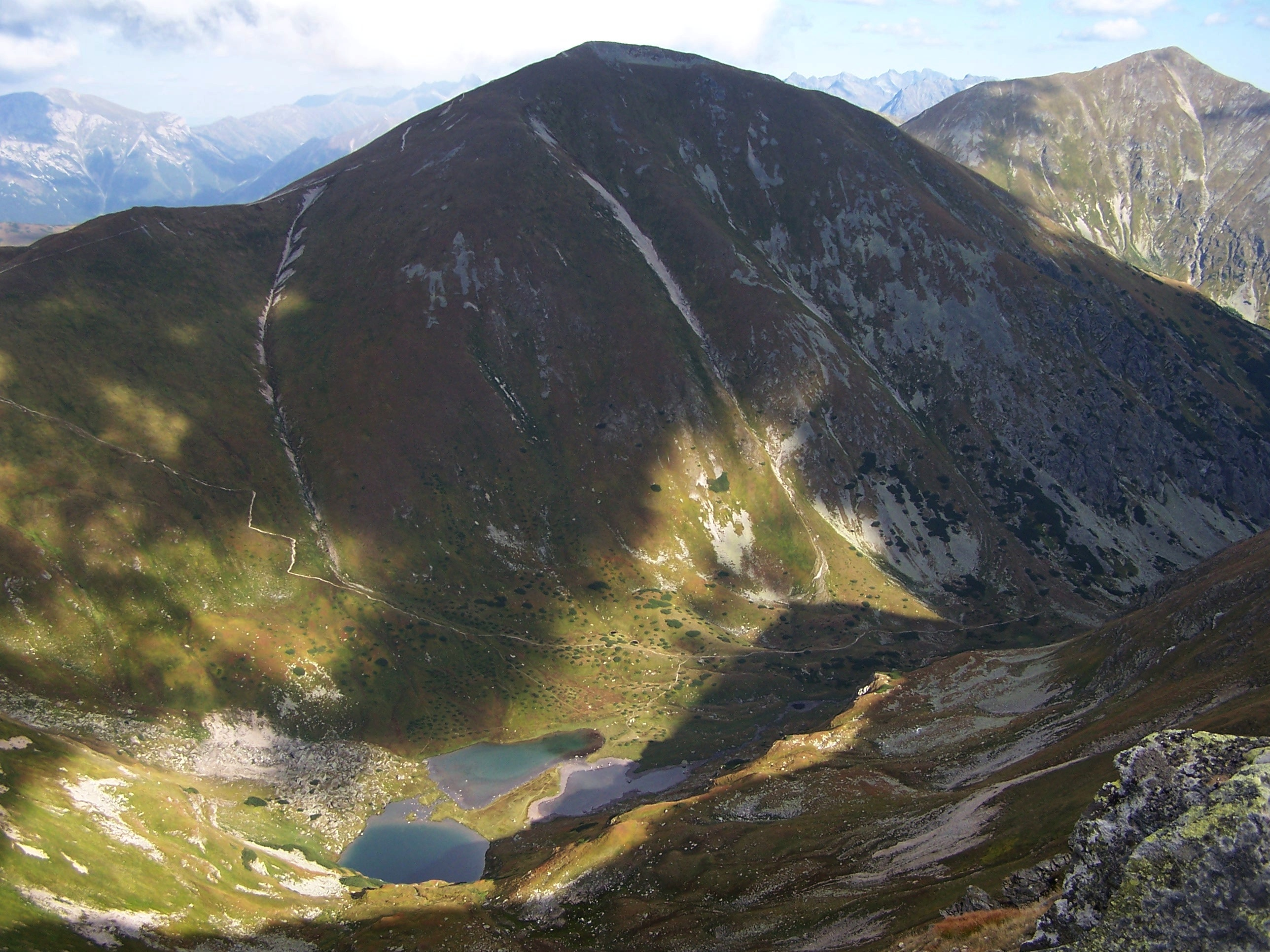
Starorobociański Wierch i Raczkowe Stawy
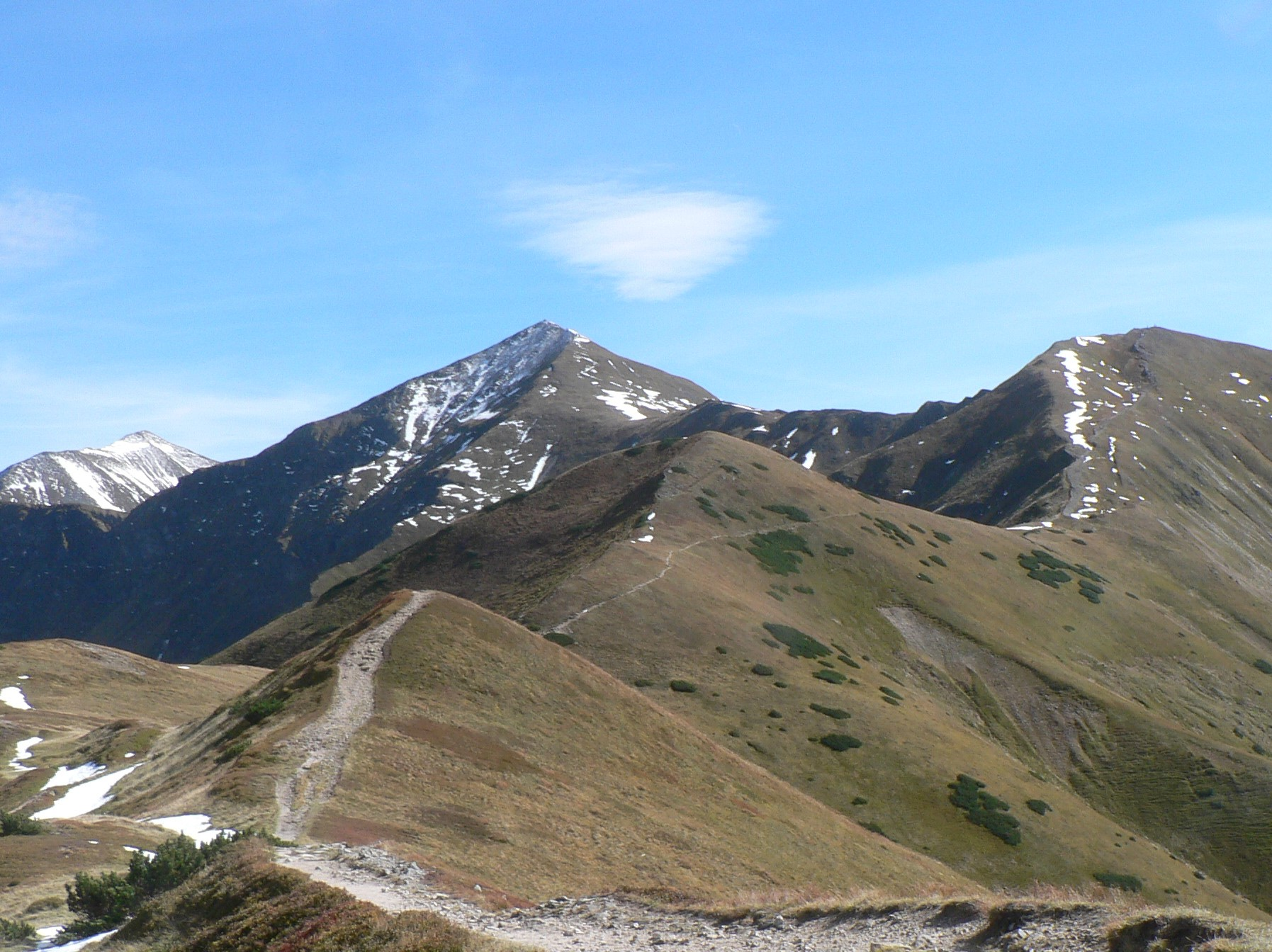
Starorobociański Wierch z Trzydniowiańskiego Wierchu
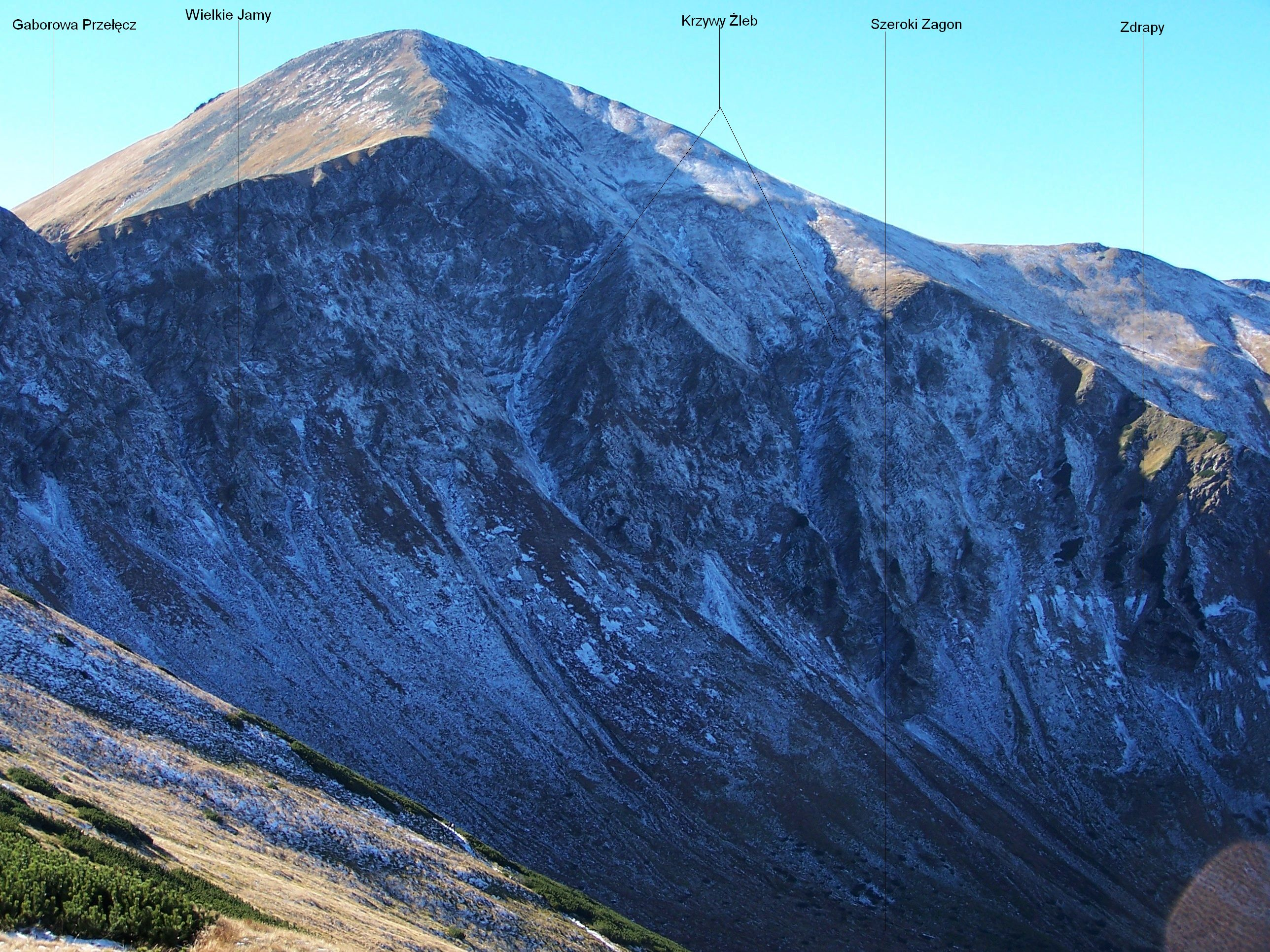
Widok z Siwych Turni
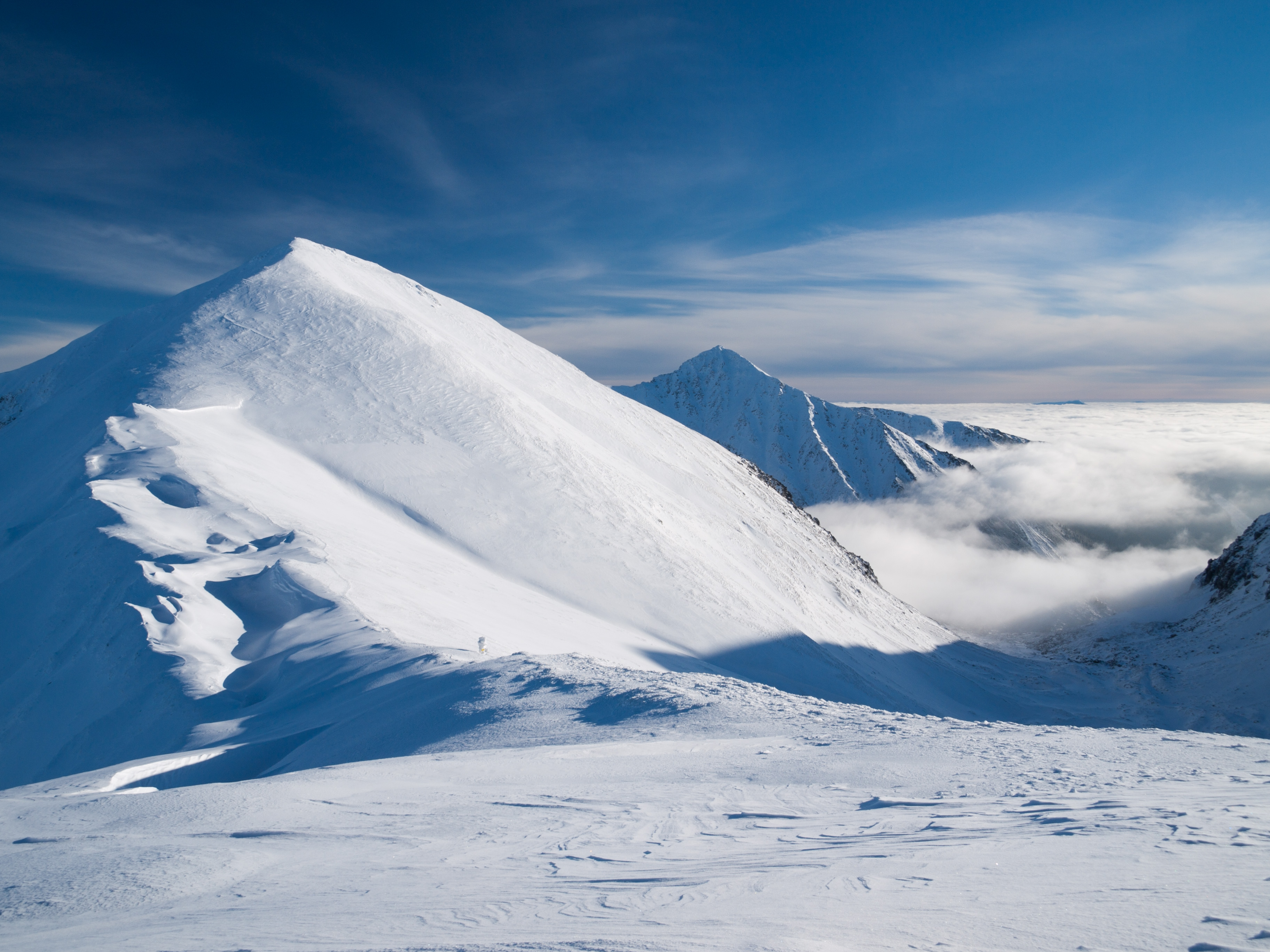
Starorobociański i Zadnia Kopa

## Opis szczytu
Starorobociański Wierch zarówno od południowej, jak i północnej strony ma kształt wyniosłej piramidy (...pyramidalny Szczyt starorobociański... pisał o nim w 1860 r. Eugeniusz Janota), a jego stoki mają kamienisty charakter. Zbudowany jest ze skał metamorficznych i granitoidów magmatycznych. Ze stromych i trawiastych zboczy Starorobociańskiego Wierchu schodzą w zimie potężne lawiny.
Znajdujący się niemal w połowie łańcucha Tatr i górujący nad innymi w okolicy górami Starorobociański Wierch jest doskonałym punktem widokowym. Panorama z jego szczytu obejmuje zarówno Tatry Zachodnie, jak i Wysokie. Szczególnie imponująco wyglądają: Bystra z Błyszczem, Kamienista, Ciemniak, Rohacze.
Z rzadkich roślin na Starorobociańskim Wierchu występuje przymiotno węgierskie.

## Historia
Polska nazwa szczytu pochodzi od dawnej Hali Stara Robota, położonej w Dolinie Starorobociańskiej, która jest największym odgałęzieniem Doliny Chochołowskiej. Juhasi wypasali tam owce nawet na stromych upłazach w dolnej części stoków Starorobociańskiego Wierchu, dochodząc do nich od góry i od zachodniej strony. Również od słowackiej strony wypasane były wszystkie trawiaste upłazy po sam szczyt. Nazwa stara robota nawiązuje do dawnych, nieczynnych wyrobisk górniczych – w Dolinie Starorobociańskiej wydobywano rudy metali prawdopodobnie już w XVI wieku. W dokumentacji górniczej rejon notowany jest w 1766 r.
Ze szczytem tym wiążą się legendy o skarbach. Sabała twierdził, że pod szczytem, w miejscu „ka słonko nopirwyj zaświeci na św. Michała”, zbójnicy ukryli zrabowane dukaty. Pytany, czemu ich nie wziął, odpowiedział, że był „przysięgany”.
Za pierwszego zdobywcę szczytu uważa się szwedzkiego przyrodnika Görana Wahlenberga, który w 1813 r. pomierzył jego wysokość. Pierwsze wejście zimowe – narciarze ZON w 1910 r. Byli to: Henryk Bednarski, Jerzy Cybulski, Stefan Jaworski, Gustaw Kaleński i Józef Lesiecki.

## Szlaki turystyczne
– biegnący główną granią Tatr odcinek szlaku czerwonego od Kończystego Wierchu poprzez Starorobociański Wierch na Liliowy Karb.
- Czas przejścia z Kończystego Wierchu na Starorobociański Wierch: 40 min, z powrotem 30 min
- Czas przejścia ze Starorobociańskiego Wierchu na Liliowy Karb: 25 min, z powrotem 35 min.

Na Starorobociański Wierch wejść można różnymi trasami. Najbardziej popularnymi od polskiej strony są:
   – od schroniska na Hali Ornak przez Iwaniacką Przełęcz, Ornak i Siwą Przełęcz. 4:30 h (↓ 3:40 h)
   – z Doliny Chochołowskiej przez Dolinę Starorobociańską i Siwą Przełęcz. 3:45 h (↓ 2:50 h)
   – z Doliny Chochołowskiej przez Iwaniacką Przełęcz, Ornak i Siwą Przełęcz. 4:45 h (↓ 3:50 h)
   – z Doliny Chochołowskiej przez Trzydniowiański Wierch i Kończysty Wierch. 4 h (↓ 3:10 h)